# الشيخ دامس
الشيخ دامس قرية سورية تتبع ناحية حيش في منطقة معرة النعمان في محافظة إدلب. بلغ عدد سكانها 753 نسمة في عام 2004 حسب إحصاء المكتب المركزي للإحصاء.